# Фринчешть (Вилча)
Фринчешть, Фринчешті (рум. Frâncești) — село у повіті Вилча в Румунії. Адміністративний центр комуни Фринчешть.
Село розташоване на відстані 163 км на північний захід від Бухареста, 18 км на південний захід від Римніку-Вилчі, 80 км на північ від Крайови, 133 км на південний захід від Брашова.

## Населення
За даними перепису населення 2002 року у селі проживали 668 осіб, усі — румуни. Усі жителі села рідною мовою назвали румунську.